# 4ever Music
«4ever Music» — український музичний телеканал, який транслює іноземну поп-музику.

## Історія
Телеканал «UA Music» розпочав мовлення 29 травня 2018 року. Спочатку канал орієнтувався на музику українських виконавців, на противагу супутньому каналу «EU Music», який транслював європейську поп-музику.
У липні того ж року канал був включений до київського діапазону цифрового телебачення DVB-T замість телеканалу «NewsOne».
У листопаді того ж року стало відомо, що дистриб'ютором телеканалу (як і всіх супутніх каналів) стала «Starlight Digital».
30 листопада 2018 року канал змінив назву на «4ever Music» і переорієнтувався на класичну та сучасну світову музику.
4 січня 2024 року телеканал припинив супутникове мовлення. 18 січня на своєму засіданні Національна рада України з питань телебачення і радіомовлення зареєструвала телеканал як лінійне медіа, що працює за технологією ОТТ.

## Логотипи
| Логотип | Опис |
| ------- | --- |
|         | Із 30 листопада 2018 до 9 червня 2019 року логотипом був прямокутник із заокругленими кутами, всередині якого напис «4ever». Над прямокутником знаходилося слово «music», написане курсивом. Цифра «4» червоного кольору, «ever» і прямокутник блакитного кольору, слово «music» було жовтого кольору. Логотип стилізований як неонова вивіска зі світловими бліками. Знаходився у правому верхньому куті. |
|         | З 10 червня 2019 року логотип схожий до попереднього, однак слово «music» було змінене на «Music». «Music» і прямокутник стали білого кольору. Дещо змінений шрифт напису. Знаходиться там само. |